# 武田康弘
武田 康弘（たけだ やすひろ、1952年5月14日 - ）とは、日本の哲学者(恋知者)、教育者。白樺教育館館長、白樺文学館のコンセプト立案者および初代館長。
現代の大学などで教えられる一学問としての哲学を批判し、ソクラテスによって生み出されて定義された本来の意味として、哲学を捉えなおす恋知思想の提唱や、現在の公務員制度を維持する思想的土台への批判とその観点による参議院の現職公務員に対する講義、中学生等に対する丸刈り強制(丸刈り校則)に象徴される管理教育への批判や体罰問題等の是正を行った活動などで知られる。また、2009年に参議院事務総長より参議院行政監視委員会の客員調査員に任命され、国会に勤務する官僚へ日本国憲法の哲学的土台について講義を行う。

## 略歴
1952年、東京都 千代田区神田須田町生まれ。
学生時代より大学内哲学に疑問を抱いており、これがのちの思想形成に繋がる。
1976年に千葉県 我孫子市に私塾を開設、同時に『我孫子教育研究会』を主宰し児童教育の在り方を模索する側ら、1982年にジャン＝ポール・サルトル やメルロ・ポンティ等の邦訳者・紹介者として知られる哲学者、竹内芳郎に師事する。
1987年、自身の手で『我孫子哲学研究会』を、1989年には竹内と共に『討論塾』を立ち上げ、市民の政治参加のための新しい思想（公共思想）を考え、またそれを支える市民同士の対話文化を生むための活動などを行う。この時の活動と思想は、第8・9・10代 千葉県我孫子市長である福嶋浩彦による我孫子市政運営の、思想的土台となった。また同時期に我孫子市の中学校で行われていた管理教育を是正する運動を行い、体罰問題などの是正を行う。
1999年、我孫子の地に『白樺文学館』を創設する構想を練り、武田哲学に賛同していた佐野力(日本オラクル)の資金協力の元、白樺文学館の建物や収蔵品の選定と収集、また館内の展示等全コンセプトの設計を行い、白樺文学館初代館長に就任する。
2004年に自身の私塾を発展させた『白樺教育館』を創建し、小学生から大人までの全年齢を対象とした『意味論による教科の学習』と『対話方式による哲学授業(恋知)』を行っている。

## 参議院での活動
2008年1月22日、公共哲学論争を巻き起こした武田と、公共哲学運動の中心人物である金泰昌(公共哲学共働研究所所長)、山脇直司(東京大学大学院教授)、また現職の公務員である荒井達夫(参議院総務委員会調査室)を合わせた4名でのパネルディスカッションが、参議院内にて行われた。
この時武田が示した「国家公務員法第 96 条の理念を哲学的に説明する公務員倫理の原理」(武田思想)は、後に行政監視委員会調査室が注目する竹田青嗣の「公共的良心の概念」(竹田思想)と共に、『公務員制度・公務員倫理について「主権在民」の原理を徹底し公務を正常化させる為不可欠である』との意見調査書が行政監視委員会調査室により纏められている。

## 主な思想
氏は哲学書の読解に終始する既存の哲学に対して問題提起を行っており、その実践として積極的な思想提言・発信をしている。
以下に主な思想を提示する。
- 氏の思想的土台として、既存の大学内哲学を批判し、人間のネオテニーとしての特性（アシュレー・モンタギュー）に着目して、『体験に基づき自分の頭で考える』という意味で哲学を再定義する為に、恋知（れんち）思想を提唱している。
- 近代西洋哲学は、キリスト教神学＝スコラ哲学の改革として、デカルトに始まりハイデガーにより終焉した思想史であると指摘する。それを超える為には、近代西洋哲学と異なる発想に立つ必要性があり、同時にキリスト教等の一神教的思想世界とも決別した上で、新たに哲学的思想を発展させて行く他に無いと指摘する。古代の実存思想(アテナイのソクラテス、インドのブッダ、中国の老子)に学ぶ必要性を指摘し、それを実践する”恋知の営み”を提案している[9][10][11]。
- 人権思想について、キリスト教圏で育まれた唯一神の存在を必要とする思想ではなく、幼子の存在を前にした時の自然な愛情を淵源とする、より普遍的な思想として人権思想を再定義し直す事が必須であると指摘する[12]。
- 日本社会における集団同調的社会風土や、教育の本質を「受験を目的とする学習」とする現状等の現代日本社会が抱える諸問題の深因は、根強く残る戦前思想にあると指摘し、厳しく批判している[13]。明治政府が作成した、天皇を絶対的な中心に据え上下倫理に重きを置く近代天皇制(大日本帝国憲法下の天皇制)の道徳観念には根本的な問題があると指摘し、この道徳観念が亡霊のように現代社会に生き続ける限り、総合的判断力としての個人の理性を獲得できない、即ち道徳を獲得できないとする。武田は、白樺派の文豪である志賀直哉の『こんな奇妙なものが無ければならないのかしら？天皇というのはおそらく人間ではあるまい、単に無形の名らしい。[14]』という見方を自身の思想と重なるものとして紹介し、“天皇という記号”により生まれる“タブーを含む社会”は、無意識領域まで管理され思考しない人間を生んでしまうと指摘する。この事は現代日本人の人生観や生き方にも大きく影響していると指摘し、これを超克する必要性を訴え、より善い市民社会の実現と豊かな人間性を開花させる為の実存思想として、”恋知”を思想的土台とする事を提唱している[13]。
- 唯一神への信仰である一神教やその亜流である西欧哲学を前提とした人権思想・民主主義思想を改めた上で、”恋知”を元に天皇制から共和制への移行が必要であると指摘している[15]。